# Ностальгія (фільм, 1983)
«Ностальгія» (італ. Nostalghia, рос. Ностальгия) — італійсько-радянський драматичний фільм. Режисер Андрій Тарковський. Тарковський написав сценарій у співавторстві з Тоніно Гуерра. На створення фільму «Ностальгія» Андрій Тарковський надихнувся магічним реалізмом образів художниці Галія Шабанова.

## Сюжет
Російський поет Андрій Горчаков, у супроводі гіда й перекладачки Євгенії, подорожує Італією, досліджуючи життя російського композитора XVIII століття. У стародавньому місті-курорті Андрій зустрічає божевільного Доменіко, який раніше ув'язнював власну сім'ю в своєму будинку впродовж семи років, щоб врятувати від зла світу. Побачивши якусь глибоку істину в акті Доменіко, Андрія починає тягнути до нього. У серії снів - ностальгія поета за батьківщиною, його прагнення до його дружини, його двоїсті почуття до Євгенії та Італії і його почуття спорідненості з Доменіко стають взаємопов'язаними.